# Deserto de Mu Us
O deserto de Mu Us, (também escrito Mu-Us), Muus (do chinês Mu Us Shamo) ou Maowusu (chinês tradicional: 毛烏素沙漠, chinês simplificado: 毛乌素沙漠, pinyin: Máowūsù Shāmò: 毛烏素沙漠, : 毛乌素沙漠, : ), é um área desértica de areia (shadi) de uns 32 100 km² situada no norte da província de Shaanxi, China. Ocupa o centro e o sul da meseta de Ordos. Ao igual que o deserto de Tengger Menor e outras áreas desérticas localizadas no noroeste da China, as condições climáticas são menos duras que nos desertos do ocidente do país. As chuvas permitem a proliferação de plantas herbáceas que podem resistir períodos de seca. Nos vales entre dunas crescem árvores pequenas, parecidos a arbustos, e em alguns deles, inclusive, se geram poças e pequenos lagos.

### Restauração ecológica
Para reabilitar terras desertificadas, Dong, et al. recomendou o abandono das práticas insustentáveis de gestão da terra em 1982, referindo-se a elas como "as atividades humanas irracionais atuais" e obtendo uma melhor compreensão de como as mudanças climáticas afetam o ambiente natural. Esses escritores sugeriram que as atividades humanas devem ser cuidadosamente geridas para atender às necessidades humanas e ambientais. Depois de 1949, o governo chinês realizou uma variedade de projetos de restauração ecológica, incluindo estabilização de areia, desenvolvimento de irrigação , florestação, melhoria do solo e transformação do deserto com resultados notáveis. Um estudo de 2017 marcou que a desertificação foi controlada, mas que a área ainda estava em risco de nova desertificação no futuro, como resultado da recuperação de pastagens e consumo de água subterrânea